# Class (film)
Class è un film del 1983, diretto da Lewis John Carlino.

## Trama
Jonathan è un nuovo studente della Vernon Academy ed è lì che incontra Skip, suo compagno di stanza. Dopo i primi scherzi un po’ imbarazzanti, i due sviluppano una grande amicizia che porta Jonathan a confessare di aver truccato i test per accedere alla facoltà e Skip a spronare l’amico affinché abbia dei rapporti sessuali. Essendo espulso dal ballo di Halloween, a seguito di un incontro andato male con un collegio femminile, Jonathan esce ugualmente, la stessa notte, andando in un night club di Chicago dove incontra una donna più grande di lui, Ellen. Dall'incontro nasce una grande passione ed i due diventano amanti. Organizzando un weekend a New York, Ellen, però, scopre la vera età di Jonathan che le aveva mentito fino a quel momento. 
In seguito Jonathan comprenderà che si tratta della madre del suo migliore amico, Skip, perché passeranno parte delle vacanze di natale insieme. Ellen scioccata dalla vista di Jonathan gli intimerá di andare via. 
I ragazzi, tornati al collegio, apprendono la notizia dell’arrivo d'un ispettore che attuerà un’indagine; per capire meglio, organizzano un’imboscata a casa dell’ispettore ma, durante il piano, Jonathan viene interrotto da due telefonate proprio da parte di Ellen. I ragazzi scoprono che l’ispettore fa parte dell’antidroga e si vedono costretti a buttare tutto ciò che hanno prima di essere definitivamente scoperti, dato che al collegio non è permesso fumare nemmeno il tabacco. Mentre Skip riesce a superare un esame tanto temuto, Jonathan s'organizza con Ellen per andare a Chicago e parlare. Skip, scoprendo dove alloggia l’amico, decide di fargli uno scherzo con gli altri compagni del collegio ma scopre che Jonathan ed Ellen sono amanti e fugge via togliendo il saluto a Jonathan. Nei giorni seguenti, il padre di Skip si fa vivo al collegio per avvertire il figlio dell’esaurimento nervoso avuto da Ellen, ricoverata in clinica. I ragazzi, nel frattempo, scoprono che l’ispettore non è dell’antidroga ma è il responsabile del Ministero della scuola venuto al collegio per smascherare chi ha comprato i testi d’esame e ha avuto accesso alla facoltà. Nonostante tutto l’accaduto, Skip non denuncia Jonathan. I due ex amici vengono alle mani fino a quando, ormai sfiniti, Jonathan confessa la verità a Skip che decide di perdonarlo sapendo anche in che condizioni cliniche si trova la madre.

## Produzione
Prodotto dalla Orion Pictures Corporation, parte del film venne girato a Chicago e Lake Forest, Illinois.

## Distribuzione

### Data di uscita
Il film venne distribuito in varie nazioni, fra cui:
- Stati Uniti d'America, Class 6 luglio 1983
- Regno Unito 20 ottobre 1983
- Francia, Classe 2 novembre 1983
- Portogallo 16 dicembre 1983
- Australia 29 dicembre 1983
- Germania, Class - Vom Klassenzimmer zur Klassefrau 13 gennaio 1984
- Finlandia, Elämä yllättää 20 gennaio 1984 (altro titolo Jenkkikassi ja pitsipöksy)
- Svezia 13 aprile 1984

## Accoglienza

### Incassi
Il film ha incassato un totale di 21.667.789 dollari negli USA e nella prima settimana 4.553.233 dollari.

### Critica
Secondo Massimo Bertarelli, de Il Giornale, il film risulta privo di idee originali e superficiale.